# 9544 Scottbirney
9544 Scottbirney eller 1984 EL är en asteroid i huvudbältet som upptäcktes den 1 mars 1984 av den amerikanske astronomen Edward L.G. Bowell vid Anderson Mesa Station. Den är uppkallad efter astronomen Scott Birney.
Asteroiden har en diameter på ungefär 15 kilometer och den tillhör asteroidgruppen Hygiea.